# Základní škola Dukelských hrdinů (Karlovy Vary)
Budova Základní školy Dukelských hrdinů je kulturní památkou postavenou podle projektu architekta Franze Drobneho v letech 1902–1904. Budova školy je významná z pohledu neorenesančních a secesních prvků v interiéru i exteriéru.

## Historie školy
Jedná se o jednu z nejstarších škol v Karlových Varech. Důvodem výstavby byl zvyšující se počet žáků obecných škol. Budova byla dokončena v roce 1904, kdy začala sloužit jako III. obecná a II. měšťanská škola. Během první světové války sloužilo pravé křídlo školy i přes nesouhlas města jako lazaret, který disponoval mimo jiné i operačním sálem. Bezprostředně po druhé světové válce se obecná škola transformovala na národní a měšťanská škola na střední školu. K další změně došlo na začátku 60. let 20. století. Ke škole byly v této době na dva roky přičleněny dva poslední ročníky pedagogické školy.

## Současnost
Po sametové revoluci v budově školy sídlilo Občanské fórum. V 90. letech prošla škola rekonstrukcí, během níž došlo přes nesouhlas památkového úřadu k výměně původních oken za plastová. V letech 2002–2003 byla provedena rekonstrukce fasády. V současnosti sídlí v budově pouze základní škola.
V roce 2019 byla zahájena plánovaná výstavba sportovního hřiště. Soudobé nevyhovující hřiště bylo využíváno spíše jako parkoviště. Hřiště do budoucna nabídne zázemí například pro fotbal, házenou nebo basketbal. V areálu naopak nebude prostor pro atletiku. Opozice v zastupitelstvu města (KOA) kritizovala odstoupení od záměru komplexní realizace hřiště. Vedení města prozatím neplánuje realizovat infrastrukturu, kterou bude nutné v budoucnu dobudovat.